# A.S.D. Sporting Terni
Associazione Sportiva Dilettantistica Sporting Terni là một câu lạc bộ bóng đá của hiệp hội Ý, có trụ sở tại Terni, Umbria.

## Lịch sử
Câu lạc bộ được thành lập vào năm 2009 sau khi sáp nhập GS Arrone (đã chơi Serie D trong mùa 2008-09), Gabelletta và Nuova Virgilio Maroso. Arrone, Gabelletta và Virgilio Maroso đều được thành lập ở các giải đấu thấp hơn.
Nó đã bị rớt xuống Eccellenza vào cuối mùa giải 2009-10 và nó đã được gọi trở lại Serie D do một số lượng lớn các loại trừ.
Vào mùa hè 2013, câu lạc bộ đã không thể vào 2013-2014 Serie D và sau đó đã giải thể.

## Màu sắc và huy hiệu
Màu sắc của đội là trắng, xanh lá cây và đỏ sẫm.

## Sân vận động
Nó đã chơi các trận đấu trên sân nhà của mình tại Stadio Mirko Fabrizi.